# دانشکده پرستاری و مامائی

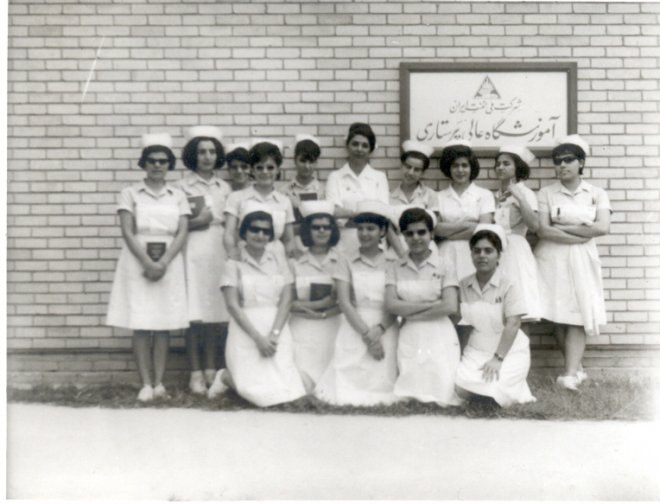
فارغ‌التحصیلان آموزشگاه عالی پرستاری شرکت نفت آبادان، سال ۱۳۳۰

دانشکده پرستاری یا کالج پرستاری (به انگلیسی: Nursing school) یک نهاد و مقطع علمی در رشته پرستاری زیر نظر دانشگاه است که در آن آموزش‌های وابسته به پرستاری را به دانشجو می‌آموزند تا بتواند به عنوان پرستار برای کار در بیمارستان‌ها یا درمانگاه‌ها مشغول شوند. یکی از اولین دانشکده‌های پرستاری به درخواست دانشگاه جانز هاپکینز در سال ۱۸۸۹ میلادی افتتاح شد.

## پیشینه در ایران

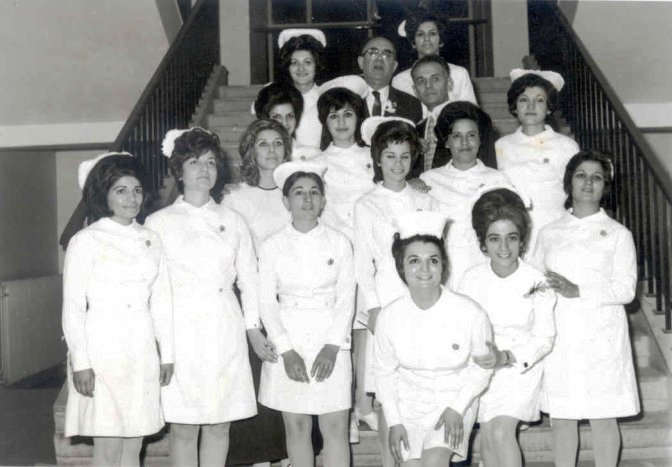
فارغ‌التحصیلان آموزشگاه عالی پرستاری شرکت نفت آبادان، سال ۱۳۳۰

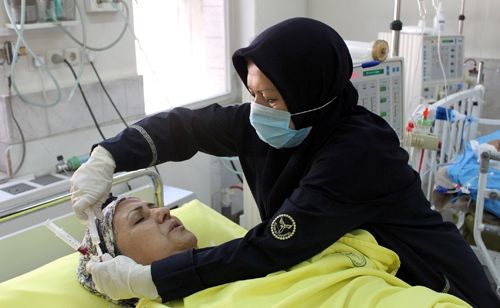
یک پرستار مراقب‌های ویژه ایرانی در حین انجام کار

نخستین موسسه‌ای که به زنان ایران آموزش پرستاری ارائه می‌داد بیمارستان پرزبترین آمریکاییان در تهران از سال ۱۲۷۲ خورشیدی بود. مدارس دیگری در رشت (۱۳۰۳)، همدان (۱۳۰۶)، و کرمانشاه (۱۳۱۰) سپس تأسیس گردیدند. در سال ۱۳۱۵ بود که دانشگاه‌های کشور همانند مشهد، تبریز، و تهران آموزش پرستاری مدرن را در ایران آغاز کردند. دانشگاه شیراز نیز کار خود را در سال ۱۳۱۶ آغاز کرد. مدیریت و تدوین دوره‌های این موسسات بنا بر درخواست وزارت آموزش عالی کشور تماماً بر عهده متخصصین پرستاری از آمریکا واگذار گردید.
در سال ۱۳۳۵، نخستین کنفرانس سرتاسری آموزش پرستاری در ایران برگزار گردید که بسیاری از سیاستگذاری‌های آتی را باعث شد.
۱۴ مؤسسه آموزش عالی در سال ۱۹۴۷ در ایران رشته پرستاری را ارائه می‌کردند، اما تنها دانشگاه شیراز دوره چهارساله پرستاری ارائه می‌داد. دانشگاه شیراز به ویژه در زمینه آموزش پرستاری در کشور پیشرو بود و نخستین دانشگاهی بود که به پرستاران پروانه حرفه‌ای اعطا می‌کرد. همچنین تنها در دانشگاه شیراز بود که آموزش پرستاری به زبان انگلیسی ارائه می‌گردید.
با تشکیل وزارت بهداشت، درمان و آموزش پزشکی در سال ۱۳۶۵ و ایجاد دانشکده‌های پرستاری و مامایی، کیفیت آموزش پرستاری ارتقا یافت. به دنبال آن، فعالیت آموزشی پرستاران در حوزه ستادی معاونت آموزشی وزارت بهداشت درمان و آموزش پزشکی، در ابعاد مختلف برنامه‌ریزی، گسترش، ارزشیابی و بازآموزی، شکل تازه ای به خود گرفت. در سال ۱۳۶۶، شورای عالی انقلاب فرهنگی پس از نظر خواهی از شاخه پرستاری، دوره کاردانی را لغو و مجدداً برنامه کارشناسی پیوسته پرستاری تصویب شد و دانشکده‌های پرستاری و مامایی علاوه بر پذیرش دانشجو در مقطع کارشناسی ناپیوسته، اقدام به پذیرش دانشجو در مقطع کارشناسی پیوسته نیز نمودند. در دولت دهم یک معاونت به عنوان معاونت پرستاری وزارت بهداشت به معاونت‌های دیگر وزارت بهداشت ایران اضافه گردید.

### پرستاری حرفه‌ای در ایران
پرستاری حرفه‌ای در ایران برگرفته از پرستاری حرفه‌ای در کشورهای اروپایی است، اولین بار در سال ۱۲۹۴ شمسی میسیونرهای مذهبی در ارومیه مدرسه پرستاری تأسیس کردند و این شیوه بعدها به سایر شهرهای ایران نیز گسترش یافت. در سال ۱۲۹۵ آموزشگاه دیگری در تبریز با پذیرش داوطلبان دارای مدرک سوم متوسطه و به صورت دورهٔ سه ساله به تربیت پرستار مبادرت نمود.
در دههٔ ۳۰ شمسی اساسنامه‌های آموزشگاه‌های پرستاری توسط وزارت بهداری در ایران تدوین شد. در سال‌های ۱۳۲۰ تا ۱۳۳۸ به ترتیب آموزشگاه‌های پرستاری شرکت نفت آبادان ۱۳۲۰، هلال احمر همدان ۱۳۲۷، تهران ۱۳۲۸، نمازی شیراز ۱۳۳۳ و جرجانی مشهد ۱۳۳۸ تأسیس شدند. انجمن صنفی پرستاران در سال ۱۳۳۶ تشکیل شد و این انجمن به شورای بین‌المللی پرستاری پیوست. از شرایط پذیرش برخی از آموزشگاه‌ها داشتن مدرک دیپلم کامل متوسطه بود.
در سال ۱۳۳۷ طبق اساسنامه آموزشگاه‌های پرستاری مصوب شورای عالی فرهنگ، مقرر گردید پذیرش داوطلبان کلیه آموزشگاه‌ها با مدرک کامل متوسطه، دوره تحصیل سه سال و ارزش آن معادل لیسانس پرستاری محسوب گردد. برنامة تحصیلی مدارس عالی پرستاری با رعایت معیارهای شورای بین‌المللی پرستاران و سازمان بهداشت جهانی تنظیم و به تصویب شورای عالی فرهنگ رسید. در این برنامه علاوه بر دروس اختصاصی و فنی، دروس علوم رفتاری و اجتماعی نیز گنجانده شد. در سال ۱۳۴۴ اولین دوره آموزش چهارساله پرستاری با تأسیس انستیتو عالی پرستاری فیروزگر آغاز گردید. به دنبال آن فارغ التحصیلان سایر آموزشگاه‌ها به منظور کسب مدرک لیسانس، دورهٔ تکمیلی لیسانس را طی نمودند. به‌طوری‌که در سال ۱۳۵۴ با تصویب دورة لیسانس پرستاری در وزارت علوم کلیه مراکز آموزش عالی پرستاری موظف به ارائه دورهٔ چهار ساله با برنامه متمرکز گردیدند.
در سال ۱۳۵۹ با تشکیل شاخه پرستاری ستاد انقلاب فرهنگی برنامه‌ریزی متمرکز پرستاری توسط این شاخه با استفاده از نظرات صاحب نظران پرستاری صورت گرفت. با تشکیل وزارت بهداشت و درمان آموزش پزشکی، در سال ۱۳۶۵ و ایجاد دانشکده‌های پرستاری و مامایی، کیفیت آموزش پرستاری توسعه فراوان یافت. به گونه‌ای که از سال ۱۳۶۵ آموزش پرستاری در جهت فلسفه جامع گرا، جامعه نگر و جامع نگر گام‌های مؤثری برداشته‌است.
در سال ۱۳۶۹ انجمن پرستاری ایران به عنوان اولین تشکل صنفی پرستاری بعد از انقلاب تأسیس گردید. در سال ۱۳۷۳ برنامه کارشناسی رشته پرستاری در راستای آموزشی جامعه نگر تدوین و در سال ۱۳۷۴ برنامه به تصویب شورای عالی برنامه‌ریزی وزارت فرهنگ و آموزش عالی رسید.
پس از تشکیل شورای عالی برنامه‌ریزی علوم پزشکی در وزارت بهداشت درمان و آموزش پزشکی این برنامه تحت نظارت کامل وزارت خانه قرار گرفت؛ و بعد از پیگیری فعالان پرستاری اساسنامه قانون نظام پرستاری در ۲۱ مرداد ۱۳۸۰ تصویب شد.

## مقاطع

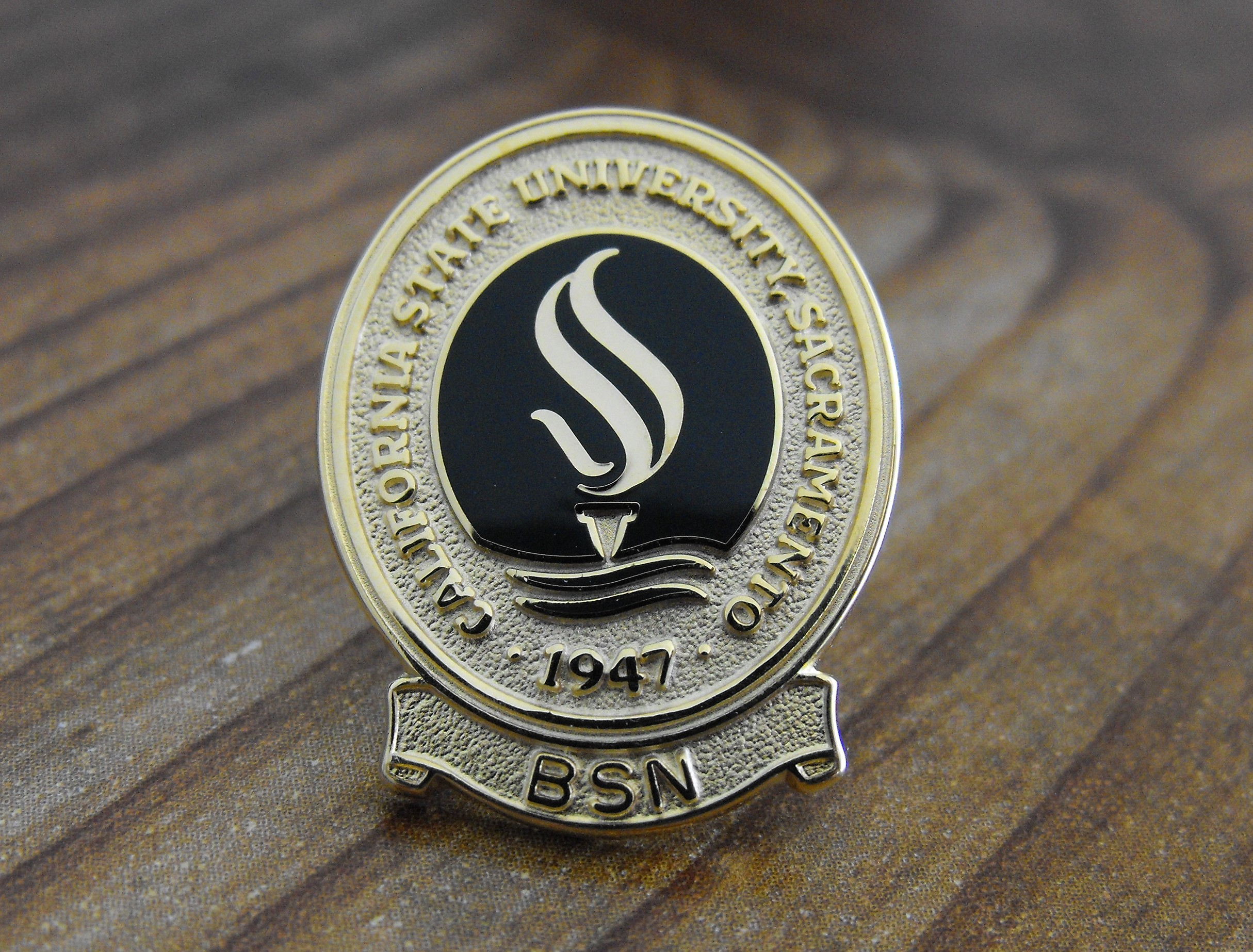
نشان لیسانس پرستاری(BSN) از دانشگاه ایالتی کالیفرنیا در سکرمنتو

- دیپلم پرستاری
- دیپلم پرستاری عملی
- فوق دیپلم پرستاری
- لیسانس پرستاری
- فوق لیسانس پرستاری
- دکترای پرستاری
- پی‌اچ‌دی پرستاری